# Maikel Kieftenbeld
Maikel Kieftenbeld (Dalfsen, 26 giugno 1990) è un calciatore olandese, centrocampista svincolato.

## Palmarès

### Club

#### Competizioni nazionali
- Coppa dei Paesi Bassi: 1

Groningen: 2014-2015